# Ronde van Frankrijk 2024/Elfde etappe
De elfde etappe van de Ronde van Frankrijk 2024 was een heuvelachtige rit in het Centraal Massief met een lengte van 211 kilometer. De etappe werd verreden op 10 juli met start in Évaux-les-Bains en eindigde in Le Lioran.

## Parcours
Een rit in het Centraal Massief is niet te onderschatten. Met 211 kilometer en 4350 hoogtemeters is deze rit zeker niet voor de spurters. Met in de finale de Pas de Peyrol, Col du Pertus en Col de Font de Cère. Dat betekent achtereenvolgens 5,4 kilometer klimmen tegen 8,1% (laatste 3 kilometer à 12%), 4,4 kilometer met 7,9% en 3,3 kilometer met 5,8%. Vanaf de laatste top is het nog 2,5 kilometer naar de aankomst. De weg in de laatste paar honderd meter stijgt met 6%.

## Verloop
In een geanimeerde etappe deelde de Deen Jonas Vingegaard een morele tik uit aan zijn grootste belager Tadej Pogačar. Eerst keerde bij terug bij de Sloveen om vervolgens de rit bergop te winnen in de spurt.
De achtervolgers met Primož Roglič, die onderuit ging in het wiel van Remco Evenepoel in de laatste afdaling, kwamen op 25 seconden van winnaar Vingegaard over de streep. Roglič kreeg dezelfde tijd als Evenepoel omdat hij viel binnen de laatste 3 kilometer.
De etappe werd afgewerkt met een gemiddelde snelheid van liefst 42,5 km/u. Een halfuur voor op het snelste schema. 80 renners kwamen meer dan een half uur na de winnaar over de streep, waarvan de Brit Fred Wright buiten tijd.
| Évaux-Les-Bains – Le Lioran (211 km) |                  |                            |          |
| Plaats                               | Naam             | Ploeg                      | Tijd     |
| 1                                    | Jonas Vingegaard | Team Visma-Lease a Bike    | 4u58'00" |
| 2                                    | Tadej Pogačar    | UAE Team Emirates          | z.t.     |
| 3                                    | Remco Evenepoel  | Soudal Quick-Step          | +25"     |
| 4                                    | Primož Roglič    | BORA-hansgrohe             | z.t.     |
| 5                                    | Giulio Ciccone   | Lidl-Trek                  | +1'49"   |
| 6                                    | João Almeida     | UAE Team Emirates          | +1'49"   |
| 7                                    | Adam Yates       | UAE Team Emirates          | z.t.     |
| 8                                    | Mikel Landa      | Soudal Quick-Step          | z.t.     |
| 9                                    | Carlos Rodríguez | INEOS Grenadiers           | +1'55"   |
| 10                                   | Felix Gall       | Decathlon AG2R La Mondiale | +2'38"   |

 –  Tadej Pogačar was de strijdlustigste renner van de elfde etappe.

## Klassementen

### Algemeen klassement
| Algemeen klassement (gele trui) |                  |                         |           |
| Plaats                          | Naam             | Ploeg                   | Tijd      |
| Gele trui                       | Tadej Pogačar    | UAE Team Emirates       | 45u00'34" |
| 2                               | Remco Evenepoel  | Soudal Quick-Step       | + 1'06"   |
| 3                               | Jonas Vingegaard | Team Visma-Lease a Bike | + 1'14"   |
| 4                               | Primož Roglič    | BORA-hansgrohe          | + 2'15"   |
| 5                               | João Almeida     | UAE Team Emirates       | + 4'20"   |
| 6                               | Carlos Rodríguez | INEOS Grenadiers        | + 4'40"   |
| 7                               | Mikel Landa      | Soudal Quick-Step       | + 5'38"   |
| 8                               | Adam Yates       | UAE Team Emirates       | +6'59"    |
| 9                               | Juan Ayuso       | UAE Team Emirates       | + 7'09"   |
| 10                              | Giulio Ciccone   | Lidl-Trek               | + 7'36"   |

### Puntenklassement
| Puntenklassement (groene trui) |                  |                    |        |
| Plaats                         | Naam             | Ploeg              | Punten |
| Groene trui                    | Biniam Girmay    | Intermarché-Wanty  | 267    |
| 2                              | Jasper Philipsen | Alpecin-Deceuninck | 193    |
| 3                              | Anthony Turgis   | TotalEnergies      | 121    |
| 4                              | Jonas Abrahamsen | Uno-X Mobility     | 107    |
| 5                              | Fernando Gaviria | Movistar Team      | 100    |

### Bergklassement
| Bergklassement (bolletjestrui) |                  |                         |        |
| Plaats                         | Naam             | Ploeg                   | Punten |
| Bolletjestrui                  | Tadej Pogačar    | UAE Team Emirates       | 36     |
| 2                              | Jonas Abrahamsen | Uno-X Mobility          | 33     |
| 3                              | Jonas Vingegaard | Team Visma-Lease a Bike | 28     |
| 4                              | Remco Evenepoel  | Soudal Quick-Step       | 18     |
| 5                              | Valentin Madouas | Groupama-FDJ            | 16     |

### Jongerenklassement
| Jongerenklassement (witte trui) |                   |                         |           |
| Plaats                          | Naam              | Ploeg                   | Tijd      |
| Witte trui                      | Remco Evenepoel   | Soudal Quick-Step       | 45u01'40" |
| 2                               | Carlos Rodríguez  | INEOS Grenadiers        | +3'34"    |
| 3                               | Juan Ayuso        | UAE Team Emirates       | + 6'03"   |
| 4                               | Matteo Jorgenson  | Team Visma-Lease a Bike | +7'50"    |
| 5                               | Santiago Buitrago | Bahrain Victorious      | +8'35"    |

### Ploegenklassement
| Ploegenklassement |                         |            |
| Plaats            | Ploeg                   | Tijd       |
|                   | UAE Team Emirates       | 135u10'57" |
| 2                 | Soudal Quick-Step       | +21'03"    |
| 3                 | INEOS Grenadiers        | +22'22"    |
| 4                 | Team Visma-Lease a Bike | +24'41"    |
| 5                 | BORA-hansgrohe          | +32'20"    |

## Uitvaller
- Tim Declercq (Lidl-Trek): Niet meer gestart door ziekte.
- Alexis Renard (Cofidis): Werd vroeg gelost en gaf op door verwondingen opgelopen in een eerdere rit.
- Jon Izagirre (Cofidis): Werd vroeg gelost en gaf op door vermoeidheid.
- Fred Wright (Bahrain Victorious): Buiten tijd aangekomen.

1e etappe ·
2e etappe ·
3e etappe ·
4e etappe ·
5e etappe ·
6e etappe ·
7e etappe ·
8e etappe ·
9e etappe ·
10e etappe ·
11e etappe ·
12e etappe ·
13e etappe ·
14e etappe ·
15e etappe ·
16e etappe ·
17e etappe ·
18e etappe ·
19e etappe ·
20e etappe ·
21e etappe
Startlijst · Eindstanden · Afbeeldingen